# 金雲翹
金雲翹，清代小說，署名青心才人所著。描寫王翠翹、王翠雲、金重三人的故事。篇名是從王翠翹、妹妹王翠雲、情人金重姓名各取一字而來。本故事聞名於越南，稱「Kim Vân Kiều」。越南名篇《翹傳》之本源。
福建薌劇以女主角為同名劇作《王翠翹》，越南有根據本作改編的敍事詩《金雲翹傳》。

## 內容
王翠翹出身官宦之家的才女，才貌雙全，有一妹翠雲。翠翹早年與金重相戀，後因事別離。後來王家遭逢變故，翠翹被賣入馬不進及馬秀媽所開妓院，改名馬翹，先被楚子任欺騙，後嫁束守（字其心）為外室，卻被元配宦氏妒恨，與母親、家奴合謀把她弄成假死，改換身份為婢，改名花奴，被宦氏虐待，後請求出家，法號濯泉，被軟禁於宦家的觀音閣寫經。
後來，翠翹逃到招隱庵，與尼姑覺緣結拜為姊妹，後因被揭發拿走宦家觀音閣的鐘磐而再次逃走到覺緣乾娘薄媽媽家中，但薄媽媽不想長期收留她，就把她嫁給姪兒薄幸，卻又再次被賣到娼家。後來在妓院遇上海盜徐海，徐海為她贖身，她就嫁給徐海。後來徐海為她報了馬不進、秀媽、楚子任、宦氏母女家奴、薄氏嬸姪之仇。之後翠翹勸徐海歸降朝廷，卻中了胡宗憲的計，徐海被殺，她認為自己害死了徐海，就跳錢塘江自盡。但翠翹命不該絕，被覺緣救起。而此時金重不知翠翹去向多年，就娶翠雲為妻，後來與王翠翹重逢，有情人終成眷屬。

## 目錄
- 第01回　无情有情陌路吊淡仙　有缘无缘劈空遇金重
- 第02回　王翠翘坐痴想梦题断肠诗金千里盼东墙遥定同心约
- 第03回　两意坚蓝桥有路　通宵乐白璧无瑕
- 第04回　孝念深而身可舍不忍宗沦姻缘断而情难忘犹思妹续
- 第05回　甘心受百忙里猛弃生死　舍不得一家人哭断肝肠
- 第06回　孝女舍身行孝犹费周旋　金夫消屈得金全不费力
- 第07回　含羞告父母用情之终　忍耻赋狂且失身之始
- 第08回　王孝女甘心白刃　马秀妈计赚红颜
- 第09回　惜多才认作贼子　坑薄命偕侠图财
- 第10回　破落户反面无情　老娼根烟花教训
- 第11回　哭皇天平康寄恨　醉风流金屋谋娇
- 第12回　卫华阳智伏马娼　束生员喜联王美
- 第13回　别心苦何忍分离　醋意深全不说破
- 第14回　宦鹰犬移花接木　王美人百折千磨
- 第15回　活地狱忍气吞声　假慈悲写经了愿
- 第16回　观音阁冒险相视　文殊庵陶情题咏
- 第17回　盂兰会突遇魔头遭堕落　烟花寨重施风月遇英雄
- 第18回　王夫人剑诛无义汉　徐明山金赠有恩人
- 第19回　假招安明山殒命　真断肠翠翘消劫
- 第20回　金千里苦哀哀招生魂　王翠翘喜孜孜完宿愿

## 主要角色
- 才子金重
- 才女王翠雲
- 佳人王翠翹
- 丫環綠珠
- 路人甲羅龍文
- 路人乙徐文長
- 假和尚明山
- 老鴇馬秀媽
- 權臣嚴嵩
- 狗腿甲趙文華
- 狗腿乙陳東
- 壯士徐海
- 宦鷹胡宗憲
- 真尼姑覺緣
- 文學家一徐學模
- 文學家二余懷
- 名將俞大猷
- 柳存仁：〈从《金云翘传》到《红楼梦》 （页面存档备份，存于）〉。